# CineMart
CineMart is de jaarlijkse coproductiemarkt van het International Film Festival Rotterdam: een platform waar filmmakers en producenten hun projecten presenteren aan potentiële financiers (sales-agents, televisieaankopers, producenten, distributeurs en fondsen). 
CineMart werd in 1984 (?) opgezet als een reguliere filmmarkt. Het bleek al snel dat filmmakers niet zozeer gebaat waren bij handel in gerealiseerde films, maar juist behoefte hadden aan een platform voor hun plannen: de min of meer uitgewerkte filmprojecten waarvoor zij (aanvullende) financiering zoeken.